# Zilacayotitlán
Zilacayotitlán es una población mexicana del estado de Guerrero, en el sur del país. Forma parte del municipio de Atlamajalcingo del Monte y se localiza en el corazón de la región de La Montaña de dicho estado.

## Educación
En el sector privado, las principales instituciones de nivel superior establecidas en la ciudad son:
- Escuela preescolar

Imparte educación básica (preescolar indígena), y es de control público (federal transferido).
- Escuela primaria

Imparte educación básica (primaria indígena), y es de control público (federal transferido).
- Escuela secundaria

Imparte educación básica (telesecundaria), y es de control público (estatal).

## Demografía

### Población
Según los datos que arrojó el II Censo de Población y Vivienda realizado por el Instituto Nacional de Estadística y Geografía (INEGI) con fecha censal del 12 de junio de 2010, la localidad de Zilacayotitlán contaba hasta ese año con un total de 1 079 habitantes, de dicha cantidad, 464 eran hombres y 615 eran mujeres.

### Localidades
El municipio de Atlamajalcingo del Monte está integrado por un total de 18 pueblos, en donde solo una supera los 1 000 habitantes. El poblado de Zilacayotitlán es el pueblo más grande del municipio, de acuerdo los datos del INEGI 2010. Las principales, considerando su población del Conteo 2010 son las siguientes:
| Principales localidades de Atlamajalcingo del Monte |                                             |           |
| Localidad                                           | Coordenadas                                 | Población |
| Zilacayotitlán                                      | 17°17′39″N 98°32′55″O / 17.29417, -98.54861 | 1 079     |
| Atlamajalcingo del Monte                            | 17°18′41″N 98°36′14″O / 17.31139, -98.60389 | 940       |
| Tepecocatlán                                        | 17°19′24″N 98°37′03″O / 17.32333, -98.61750 | 572       |
| Huehuetepec                                         | 17°16′04″N 98°35′29″O / 17.26778, -98.59139 | 539       |
| Santa Cruz                                          | 17°19′04″N 98°32′18″O / 17.31778, -98.53833 | 510       |
| Fuente: INEGI                                       |                                             |           |